# Kasteel van Zuthove
Het Kasteel van Zuthove (Frans: Château de Zuthove) is een kasteel in de gemeente Renescure (Ruisscheure) in het Franse Noorderdepartement.
Het is een waterkasteel dat in 1472 in rode baksteen werd gebouwd in opdracht van de familie Cornhuse. Het werd gebouwd in Vlaamse renaissancestijl met trapgevels. Het heeft drie vleugels in een vierkant gegroepeerd en geflankeerd door ronde hoektorens. In het midden van de hoofdgevel staat nog een wat hogere ronde toren.
Na de Franse Revolutie kwam het kasteel aan de familie Ranst de Berchem, die een tak van de familie Berthout zou zijn en in Frankrijk de titel draagt van markies of graaf de Saint-Brisson. Het ietwat merkwaardig motto van dit geslacht luidt: 'Brilt ghy my, ic bril u weder.
In 1913 kwam het kasteel door huwelijk aan de familie della Faille de Leverghem. Het kasteel is nog steeds privaatbezit. Het kasteel is beschermd en is op 04-11-1946 ingeschreven als monument historique